# Anton Leiss-Huber
Anton Leiss-Huber (* 1980 in Altötting als Anton Simon Richard Leiß-Huber) ist ein deutscher Autor, Opernsänger (Tenor), Sprecher und Schauspieler.

## Leben
Leiss-Huber wuchs als Sohn eines Unternehmers und einer Kunsterzieherin und Bildhauerin in Altötting auf. Im Alter von 17 Jahren war er Preisträger des Wettbewerbs Jugend musiziert im Fach Gesang. Nach dem Abitur am König-Karlmann-Gymnasium Altötting begann er seine Ausbildung am Münchner Richard-Strauss-Konservatorium, studierte dann ab 2004 an der Hochschule für Musik und Theater München bei Fenna Kügel-Seifried und Juliane Banse und an der Bayerischen Theaterakademie August Everding, wo er sein Diplom erlangte. Im Anschluss daran studierte er am Konservatorium Wien Privatuniversität bei Wolfgang Dosch mit Schwerpunkt Operette.
Schon während seines Studiums spielte er am Bayerischen Staatsschauspiel, am Theater Ingolstadt, am Markgräflichen Opernhaus Bayreuth, am Münchner Prinzregententheater, am Münchner Akademietheater und im Münchner Gasteig. Von 2009 bis 2012 war er festes Ensemblemitglied des Theaters Nordhausen. Leiss-Huber ist der erste bekannte Bühneninterpret des Sam Borzalino aus Erich Wolfgang Korngolds einziger Operette Die stumme Serenade.
Seit 2015 schreibt er die Krimi-Serie über den jungen Oberkommissar Max Kramer und dessen Ex-Freundin, die Novizin Maria Evita. Handlungsort ist dabei seine Geburtsstadt Altötting. Die ersten beiden Bände Gnadenort (2015) und Fastenopfer (2017) erscheinen im Berliner Ullstein Verlag. Die Teile drei, vier und fünf Gevatter Tod in Altötting (2020), Karfreitagstod (2022) und Altötting sehen und sterben (2022) wurden im Gmeiner-Verlag veröffentlicht.
Neben seiner Bühnentätigkeit ist er als Autor und Sprecher für den Bayerischen Rundfunk aktiv.

## Repertoire Musiktheater (Auswahl)
- Benatzky: Leopold in Im weißen Rössl
- Bernstein: Chip in On the Town
- Bock: Tevje in Anatevka
- Gershwin: Mingo/Moose in Crazy for you
- Glass: Roderick in The Fall of the House of Usher (Bayerisches Staatsschauspiel)
- Gluck: Achmed in Die Pilger von Mekka
- Kálmán: Zsupan in Gräfin Mariza
- Korngold: Sam in Die stumme Serenade (Bayerisches Staatsschauspiel)
- Mozart: Bastien in Bastien und Bastienne
- Mozart: Monostatos in Die Zauberflöte
- Mozart: Vogelsang in Der Schauspieldirektor
- Natschinski: Algernon in Mein Freund Bunbury[6]
- Tschaikowski: Triquet in Eugen Onegin
- Wildhorn: Utterson in Jekyll & Hyde

## Filmografie
- 2008: Letzte Ausfahrt Weiden-Ost Regie: Kathrin Anna Stahl[7]
- 2012: Vatertage – Opa über Nacht Regie: Ingo Rasper[7]
- 2012: Der Cop und der Snob (Folge 1–3) Regie: Holger Haase[8]
- 2013: Zam `rocken Bayerischer Rundfunk Fernsehen mit Luise Kinseher[9]
- 2013–2017: Brettl-Spitzen II bis V und VII aus dem Hofbräuhaus Bayerischer Rundfunk Fernsehen[10][8]
- 2015: Im Schleudergang (Folge 13,17 und 18) Regie: Paul Harather[8]
- 2018: Brettl-SpitzenEXTRA aus dem Hofbräuhaus Bayerischer Rundfunk Fernsehen
- 2020: Hinter den Kulissen von Altötting – Bayern erleben – Moderation: Corinna Binzer Regie: Helge Freund Bayerischer Rundfunk Fernsehen
- 2020: Die Vorstadt-Hochzeit – Bayern erleben – Regie: Mark Baumann Bayerischer Rundfunk Fernsehen
- 2020: Brettl-Spitzen Sommer-Spezial aus dem Hofbräuhaus Bayerischer Rundfunk Fernsehen
- 2021: Brettl-SpitzenSKETCHE Bayerischer Rundfunk Fernsehen
- 2022: Die Brettl-Spitzen feiern Advent Bayerischer Rundfunk Fernsehen

## Hörspiele
- ab 2009: Bayerische Miniaturen als Mitautor und Sprecher-Hörspielserie (Bayerischer Rundfunk) – Regie: Regina Fanderl[4]
- 2012: Der Stalker – ARD Radio Tatort (Bayerischer Rundfunk) – Regie: Ulrich Lampen[11]
- 2022: Kajetan und die Betrüger – Kriminalhörspiel (Bayerischer Rundfunk) – Regie: Stephanie Ramb
- 2023: Marei – Hörspielserie in acht Teilen (Bayerischer Rundfunk) – Regie: Stephanie Ramb

## Diskografie
- Berliner Platz 4. Langenscheidt Verlag, 2012, ISBN 978-3-12-606077-6.
- Kolja und die Liebe. Langenscheidt Verlag, 2013, ISBN 978-3-12-605118-7.
- Einmal Freunde immer Freunde. Langenscheidt Verlag 2013, ISBN 978-3-12-605113-2.
- Gnadenort. Audio Media Verlag, 2015, ISBN 978-3-86804-436-2.
- Brettl-Spitzen – Die Volkssänger-Revue live, Vol. 1 (BR, 2020)
- Zeitgeister (Audible Original; 2020)
- Gevatter Tod in Altötting (Hörbuchmanufaktur Berlin; 2022)
- Karfreitagstod (Hörbuchmanufaktur Berlin; 2023)
- Altötting sehen und sterben (Hörbuchmanufaktur Berlin; 2023)

## Veröffentlichungen als Autor
- Bayerische Miniaturen. Hörspielserie, Bayerischer Rundfunk

- Die Schützenliesel. Neubearbeitung der Operette von Edmund Eysler; Text: Leo Stein / Karl Lindau[12]

- Zeitgeister – Weltgeschichte aus neuer Perspektive. Hörbuch über zehn Persönlichkeiten der Weltgeschichte – gesprochen u. a. von Frank Arnold, Michael Schwarzmaier, Anne Düe, Anke Reitzenstein und dem Autor selbst – Audible Originals
- Davids Fehler – ein Dialog für zwei Schauspieler*innen. Uraufführung mit Monika Manz und Sebastian Jehkul im Rahmen der „Paradisi-Gloria-Reihe“ des Münchner Rundfunkorchesters, München 2022
- LegendenBildung. Die heilige Cäcilie im Dialog mit Thomas von Aquin. Gemeinsamer Text zusammen mit Ursula Haas. Uraufführung im Rahmen der „Paradisi-Gloria-Reihe“ des Münchner Rundfunkorchesters, München 2023

Krimis
- Gnadenort. Ullstein Verlag, 2015, ISBN 978-3-548-28617-4.
- Fastenopfer. Ullstein Verlag, 2017, ISBN 978-3-548-28831-4.
- Gevatter Tod in Altötting. Gmeiner-Verlag, 2020, ISBN 978-3-8392-2713-8.
- Karfreitagstod. Gmeiner-Verlag, 2022, ISBN 978-3-8392-0144-2.
- Altötting sehen und sterben. Gmeiner-Verlag, 2022, ISBN 978-3-8392-0228-9.

## Auszeichnungen
- 2015: Innovationspreis Volkskultur der Landeshauptstadt München zusammen mit seiner Band „Schicksalscombo“[13]
- 2022: Förderstipendium für Schriftstellerinnen und Schriftsteller des Freistaates Bayern[14]